# Wadotes carinidactylus
Wadotes carinidactylus là một loài nhện trong họ Amaurobiidae.
Loài này thuộc chi Wadotes. Wadotes carinidactylus được miêu tả năm 1987 bởi Bennett.